# St. Josef (Nawiady)
Bei der Kirche St. Josef handelt es sich um ein Bauwerk aus den ersten Jahren des 17. Jahrhunderts. Bis 1994 war sie ein evangelisches Gotteshaus, bis 1945 das Zentrum des ostpreußischen Kirchspiels Aweyden. Heute ist sie Pfarrkirche der 1989 gegründeten römisch-katholischen Pfarrei Nawiady in der polnischen Woiwodschaft Ermland-Masuren.

## Geographische Lage
Nawiady (deutsch Aweyden) liegt 18 Kilometer südlich der Kreisstadt Mrągowo (deutsch Sensburg) in der südlichen Mitte der Woiwodschaft Ermland-Masuren. Durch den Ort verläuft die Landesstraße 59, die Giżycko (Lötzen) und Mrągowo mit Rozogi (Friedrichshof) unweit der Grenze zur Woiwodschaft Masowien verbindet. Eine Bahnanbindung besteht nicht.
Die Kirche steht im südlichen Ortsbereich nordöstlich der Hauptstraße.

## Kirchengebäude
Bereits im Jahr 1437 wurde in Aweyden eine Kirche erwähnt. Somit war es die älteste Kirche in ganz Masuren und stammte aus der Ordenszeit. In den Jahren 1600 bis 1603 entstand ein Neubau, der bis heute erhalten ist: ein verputzter chorloser Feldsteinbau mit gestaffeltem Ostgiebel. Im Jahr 1670 wurde im Osten die Sakristei mit einem reizvollen Volutengiebel angebaut, und im Jahr 1687 folgte der Westturm mit dem hölzernen Oberbau. In den Jahren 1881 und 1933/34 fanden umfangreiche Restaurierungsmaßnahmen statt.
Die Kirche ist ein ungewölbter Saalbau mit einem freistehenden Westturm. Der Turm ist bis zur Traufhöhe des Langhauses massiv und verfügt über ein gestuftes Spitzbogenportal im Erdgeschoss sowie Ansätze einer Blendengliederung im unteren Bereich des Obergeschosses. An den Kanten des Erdgeschosses befinden sich barocke Pilaster, die vermutlich später hinzugefügt wurden. West- und Ostgiebel sind Dreiecksgiebel, die durch Dreiecksvorlagen vertikal gegliedert sind. Der Ostgiebel weist acht Achsen auf, während der Westgiebel zusätzlich horizontale Putzbänder aufweist.
Der Innenraum des Kirchenschiffes war ursprünglich mit einem Holzgewölbe überdeckt – einem Hängeboden mit einem Trapezschnitt gekrönt. Der einstige Kanzelaltar war aus Einzelteilen vom Anfang des 17. Jahrhunderts zusammengefügt und wurde später durch einen einfachen Altartisch und eine links vom Altar stehende Kanzel ersetzt. Die alte Kanzel dient heute als Unterbau des neuen Altars. Von dem alten Flügelaltar fehlt der Mittelteil, eine Dreifaltigkeitsgruppe. Die Flügel sind außen mit den Figuren der Apostel bemalt und innen mit Szenen aus der Passion Jesu Christi.
Der Taufengel entstand um 1700. Er wurde nach 1945 mit leuchtenden Farben bemalt.
Im Jahr 1764 entstand die reich verzierte Tür der Sakristei, und 1806 erhielt die Kirche eine Orgel.
Der quadratische Turm ist an die Westseite der Kirche angefügt. Sein zweigeschossiger Unterbau weist gotische Formen auf, der obere Teil ist verbrettertes Fachwerk mit zeltförmigem Pfannendach. In seinem Innern führt eine gemauerte Wendeltreppe zum Glockenstuhl mit den ursprünglich zwei Glocken hinauf.
Nach 1945 wurde die Kirche weiterhin von der evangelischen Gemeinde genutzt. In den 1980er Jahren haben die Katholiken das Gebäude angemietet, im Jahr 1994 dann schließlich käuflich erworben. Besonders der Innenraum wurde den veränderten liturgischen Bräuchen angepasst, weiterhin jedoch stand die Kirche für evangelische Gottesdienste zur Verfügung. Sie trägt nach ihrer Umwidmung den Namen des Hl. Josef.

## Kirchengemeinde

### Evangelisch

#### Kirchengeschichte
In der bereits 1437 in Aweyden erwähnten Kirche fasste bereits 1525 die Reformation Fuß. Zunächst gehörte das Kirchspiel zur Inspektion Rastenburg (polnisch Kętrzyn), dann bis 1945 zum Kirchenkreis Sensburg in der Kirchenprovinz Ostpreußen der Evangelischen Kirche der Altpreußischen Union. Im Jahr 1925 zählte das Kirchspiel etwa 7.000 Gemeindeglieder, die in einem mehr als zwanzig Ortschaften umfassenden Gebiet wohnten. Bereits 1613 amtierten hier zwei Geistliche gleichzeitig, später wurden zusätzlich Hilfsprediger eingesetzt, um die Arbeit an der immer größer werdenden Zahl der Gemeindeglieder zu bewältigen. Zu Beginn des 20. Jahrhunderts reiften Pläne, zur Entlastung der Pfarre Aweyden sowohl in Peitschendorf (polnisch Piecki) als auch in Langendorf (polnisch Dłużec) neue Kirchengemeinden zu gründen. 1934 konnte dieser Plan in Peitschendorf umgesetzt werden, für Langendorf jedoch bis 1945 nicht mehr.
Im Jahr 1937 feierte die Gemeinde ihren 500. Geburtstag.
Aufgrund von Flucht und Vertreibung der einheimischen Bevölkerung brach nach 1945 die kirchliche Arbeit im nun Nawiady genannten Dorf ein. Nur mit sehr wenigen Mitgliedern, verstärkt um Gläubige aus dem Umland, konnte hier eine evangelische Gemeinde weiterbestehen, der bis 1994 auch noch die Kirche gehörte, die dann aber an die seit 1989 hier bestehende katholische Gemeinde verkauft wurde. Nawiady ist jetzt eine Filialgemeinde der evangelischen Pfarrei Mrągowo in der Diözese Masuren der Evangelisch-Augsburgischen Kirche in Polen.

#### Historischer Evangelischer Friedhof

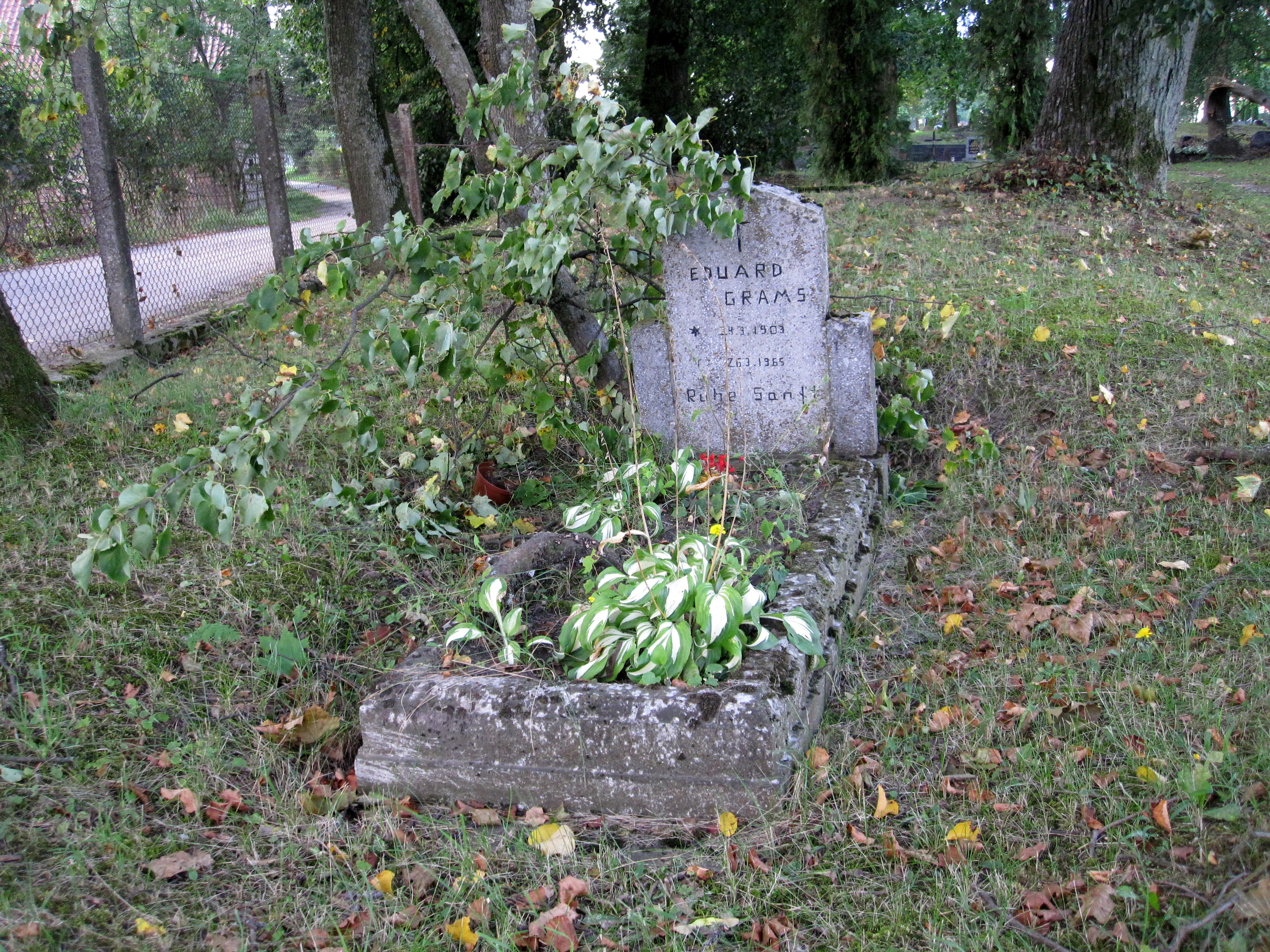
Grabstätte auf dem evangelischen Friedhof Aweyden

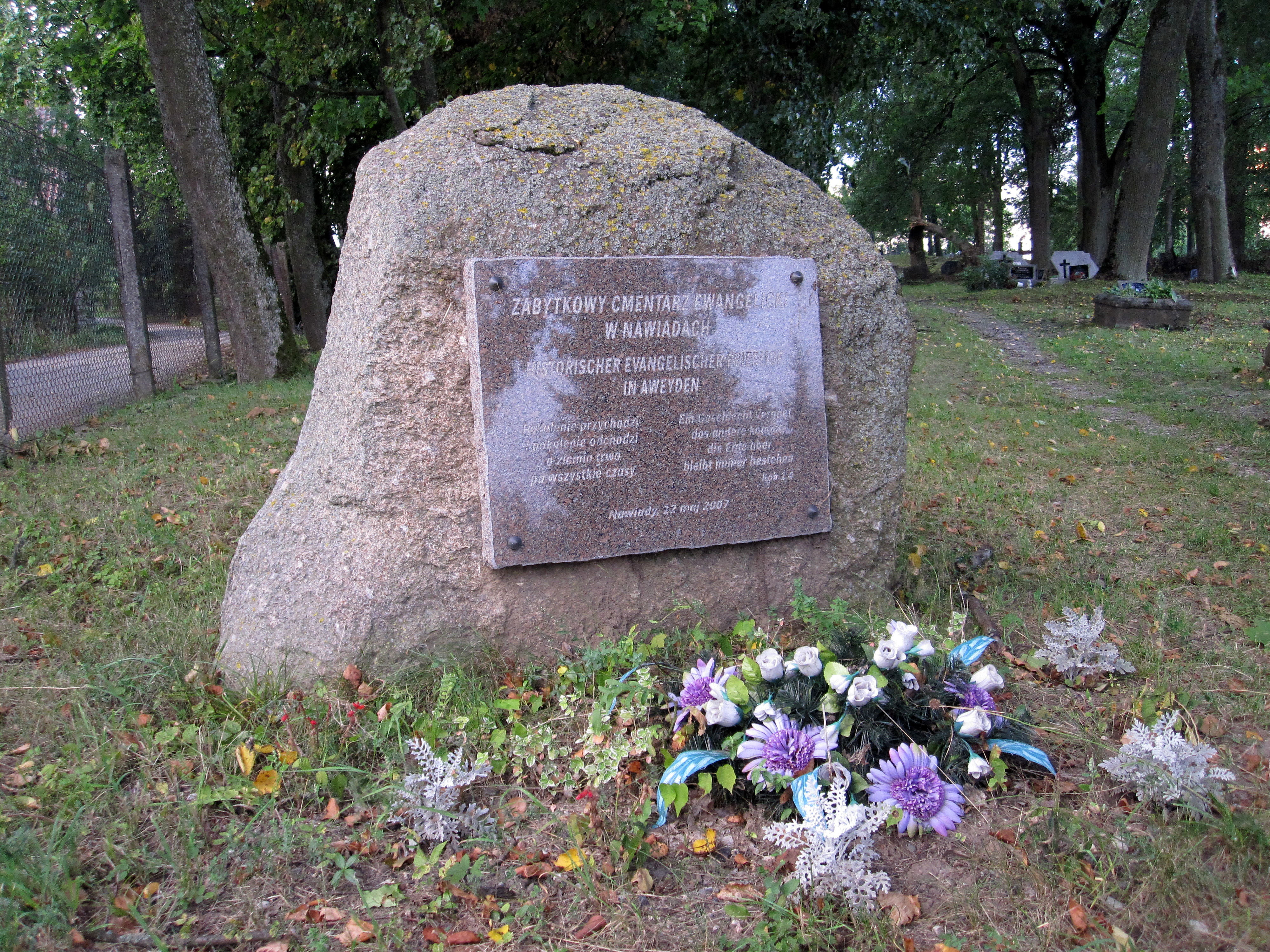
Gedenkstein auf dem Friedhof

In Nawiady ist der evangelische und noch aus deutscher Zeit stammende Friedhof erhalten. Er steht seit 2004 unter Denkmalschutz. Die letzte Bestattung wurde 1999 vorgenommen, als die Tochter des bis 1933 in Aweyden amtierenden Standesbeamten Friedrich Alexander Zywietz (geboren 1858, gestorben 1933) mit Totenpass aus Deutschland aufgrund ihres letzten Willens hier beigesetzt wurde. Die Grabstätten von Friedrich Alexander Zywietz und seiner Tochter Maria Großkopf, geboren 1903 als Wilhelmine Marie Auguste (siehe auch Tilly Boesche-Zacharow), liegen nebeneinander. 
Am 12. Mai 2007 stellte man auf dem Friedhof einen Gedenkstein auf mit der polnisch-deutschen Inschrift:
- Historischer Evangelischer Friedhof in Aweyden
„Ein Geschlecht vergeht,
das andere kommt;
die Erde aber
bleibt immer bestehen“
(Koh. 1,4)[9]

#### Kirchspielorte (bis 1945)
Bis 1945 waren in das Kirchspiel Aweyden 24 Dörfer, Ortschaften und Wohnplätze eingepfarrt:
| Name                      | Geänderter Name 1938 bis 1945 | Polnischer Name |  | Name                 | Geänderter Name 1938 bis 1945 | Polnischer Name   |
| ------------------------- | ----------------------------- | --------------- |  | -------------------- | ----------------------------- | ----------------- |
| *Alt Kelbonken            | Altkelbunken                  | Stare Kiełbonki |  | Mlinisken            | Meilern                       | Młyniska          |
| *Aweyden                  |                               | Nawiady         |  | *Moythienen          |                               | Mojtyny           |
| *Babienten                | Babenten                      | Babięta         |  | Neu Kelbonken        | Neukelbunken                  | Nowe Kiełbonki    |
| Bienken                   | Bönigken                      | Bieńki          |  | Neu Sysdroy          | Neusixdroi                    | Nowy Zyzdrój      |
| Collogienen (Kollogienen) | (ab 1926) Modersohn           | Kosowiec        |  | Neuort               |                               |                   |
| *Ganthen                  |                               | Gant            |  | Peitschendorfswerder |                               | Ostrów Pieckowski |
| *Gollingen                |                               | Goleń           |  | *Pruschinowen        | (ab 1930) Preußental          | Prusinowo         |
| Kleinbrück                |                               | Mostek          |  | *Pruschinowenwolka   | (ab 1929) Preußenort          | Wólka Prusinowska |
| Krawno                    | Kaddig                        | Krawno          |  | Sdrojowen            | (ab 1930) Bornfeld            | Zdrojewo          |
| Krummenort                |                               | Krzywy Róg      |  | *Sysdroyofen         | Sixdroi                       | Zyzdrojowy Piecek |
| Lawnilassek               | Zieglershuben                 | Ławni Lasek     |  | Sysdroywolla         | Kranzhausen                   | Zyzdrjowa Wola    |
| Lentag                    |                               | Łętowo          |  | Uklanken             | Erbmühle                      | Uklanka           |
| Macharren                 |                               | Machary         |  | *Zollernhöhe         |                               | Cierzpięty        |

Bis 1934 gehörten auch Brödienen (polnisch Brejdyny), Glashütte (Szklarnia), Guttenwalde (Dobry Lasek), Kleinort (Piersławek), Langendorf (Dłużec), Peitschendorf (Piecki) und Zatzkowen (1938–1945 Eisenack, polnisch Czaszkowo) zum Kirchspiel Aweyden, bevor sie in das neuerrichtete Kirchspiel Peitschendorf umgepfarrt wurden.

#### Pfarrer (bis 1945)
An der Kirche Aweyden amtierten bis 1945 als evangelische Geistliche die Pfarrer:
- Johann Penili
- Petrus Przedziecki, (1527)
- Petrus Pogorzelski, 1553
- Matthias Nowogrod, 1564–1581
- Cyprian Willamowius, ab 1592
- Crispin Willamowius, 1607
- Georgius Cibrowius
- Petrus Gusovius, 1613–1646
- Jacob Eichel
- Georg Nennichius, 1645–1662
- Johann Jonas, 1661–1714
- Michael Boretius, 1661–1665
- Stanislaus Wannovius, 1665–1713
- Sebastian Andreä, 1684–1689
- Georg Boretius, 1689–1702
- Georg Friedrich Boretius, 1713–1733
- Johann Barfchowius, 1714–1738
- Michael Greger, 1733–1773
- Daniel Heinrich Tschepius, 1738–1744
- Andreas Appelbaum, 1744–1758
- Michael Ludwig, 1758–1788
- Johann Heinrich Büttner, 1773–1779
- Johann Georg Konietzka, 1779–1784
- Georg Wilhelm Funk, 1784–1787
- Sigismund Krupinski, 1788–1809
- Johann Friedrich Rogowski, 1789–1806
- Johann Jacob Tusch, 1806–1819
- Michael Spekowius, 1809–1817
- Sigismund F. Pianka, 1815
- Johann Rutkowski, 1817–1850
- Carl Adolf Schrage, 1838–1846
- (Carl W.) Heinrich Rutkowski, 1846–1883[11]
- Karl Gettkandt, 1884–1906[12]
- Georg A. M. Stentzler, 1895–1900
- Friedrich Bremer, 1900
- Karl E. Fr. Stentzler, 1900
- Franz Schrader, 1902–1904
- Gustav Adolf Will, 1906–1935
- Louis Wosien, 1906–1907
- Hans Beckherrn, 1929
- Bruno Heinze, 1934–1943
- Helmut Dude, 1943–1944

Von 1960 bis 1962 amtierte in Nawiady der Pfarrer Jan Szarek. Er war von 1991 bis 2001 Bischof der Evangelisch-Augsburgischen Kirche in Polen.

#### Kirchenbücher
Von den Kirchenbuchunterlagen der Pfarre Aweyden haben sich erhalten und werden bei der Deutschen Zentralstelle für Genealogie in Leipzig aufbewahrt:
- Taufen: 1764 bis 1846
- Trauungen: 1764 bis 1846
- Begräbnisse: 1764 bis 1780.

### Katholisch
Vor 1945 lebten nur sehr wenige Katholiken in Aweyden und Umgebung. So waren im Jahre 1905 von 660 Einwohnern des Dorfes lediglich sechs katholischer Konfession. Der Ort war bis 1945 in die Pfarrei Kobulten (polnisch Kobułty) eingegliedert, die zuletzt dem Dekanat Bischofsburg (polnisch Biskupiec) im damaligen Bistum Ermland zugeordnet war.
Nach 1945 siedelten sich in Nawiady viele polnische Neubürger an, die fast ausschließlich katholisch waren. Sie mieteten in den 1980er Jahren die evangelische Kirche für ihre Gottesdienste an und erwarben sie schließlich käuflich im Jahr 1994. Am 1. Juli 1989 wurde in Nawiady eine Pfarrei errichtet. Sie gehört heute zum Dekanat Mrągowo I im jetzigen Erzbistum Ermland in der polnischen katholischen Kirche. Von Nawiady aus wird auch die Außenstation in Stare Kiełbonki (deutsch Alt Kelbonken, 1938–1945 Altkelbunken) mitversorgt.